# Белогорский (Ростовская область)
Белого́рский — хутор в Шолоховском районе Ростовской области.
Входит в состав Базковского сельского поселения.

## География
Расстояние до районного центра с учётом доступа транспортом — 5 км.

## Население
| 2010 |
| ---- |
| 1921 |

## Улицы
| - пер. Белогорский, - пер. Берёзовый, - пер. Больничный, - пер. Братьев Алимовых, - пер. Виноградкин, - пер. Дружбы, - пер. Конечный, | - пер. Кооперативный, - пер. Лазуткин, - пер. Лечебницы, - пер. Овражный, - пер. Песчаный, - пер. Подъемный, - пер. Редакции, | - пер. Садовый, - пер. Сиреневый, - пер. Сквозной, - пер. Спортивный, - пер. Станичный, - пер. Степной, - пер. Тупиковый, | - пер. Хохлачкин, - пер. Цветочный, - пер. Центральный, - ул. Автострадная, - ул. Асфальтная, - ул. Есенина, - ул. Молодёжная, | - ул. Нагорная, - ул. Октябрьская, - ул. Племпредприятие, - ул. Советская, - ул. Специалистов, - ул. Энтузиастов. |

## Достопримечательности
Рядом с хутором располагается памятный знак «Орёл».